# Крандал (Индијана)
Крандал (енгл. Crandall) град је у америчкој савезној држави Индијана.

## Демографија
По попису из 2010. године број становника је 152, што је 21 (16,0%) становника више него 2000. године.
| Група             | 2000.       | 2010.       |
| Белци             | 129 (98,5%) | 145 (95,4%) |
| Афроамериканци    | 0 (0,0%)    | 0 (0,0%)    |
| Азијати           | 0 (0,0%)    | 1 (0,7%)    |
| Хиспаноамериканци | 1 (0,8%)    | 4 (2,6%)    |
| Укупно            | 131         | 152         |